# Berons
Els berons (llatí: Berones o Verones) foren un poble del nord de la Tarraconense, a la part alta de l'Ebre, que ocupava una regió equivalent a la Rioja i Burgos.
Tenien al sud als celtibers; al nord-oest als càntabres; i al nord-est als autrígons. Eren probablement d'origen cèltic. Les seves ciutats principals foren Tritium o Tritium Metallum (Tricio, prop de Nájera) a la via que portava de Cesaraugusta a Legio VII (Lleó), Verela o Vareia (avui Varea), a la mateixa via, Oliba i Contrebia (també anomenada Leucas), plaça fort de Sertori i que probablement fou la ciutat medieval de Cantàbria, entre Logronyo i Viana.